# Ratajské rybníky
Ratajské rybníky este o arie protejată (arie specială de conservare — SAC, sit de importanță comunitară — SCI) din Republica Cehă întinsă pe o suprafață de 20,41 ha, integral pe uscat.

## Localizare
Centrul sitului Ratajské rybníky este situat la coordonatele 49°46′14″N 15°56′06″E / 49.770556°N 15.935°E.

## Înființare
Situl Ratajské rybníky a fost declarat sit de importanță comunitară în noiembrie 2009 pentru a proteja 1 specie de plante și 3 specii de animale. Situl a fost protejat și ca arie specială de conservare în iulie 2012.

## Biodiversitate
Situată în ecoregiunea continentală, aria protejată conține 2 habitate naturale: Mlaștini turboase de tranziție și turbării mișcătoare, Pajiști cu Molinia pe soluri calcaroase, turboase sau argilos-nămoloase (Molinion caeruleae).
La baza desemnării sitului se află mai multe specii protejate:
- plante (1): Hamatocaulis vernicosus
- nevertebrate (3): Phengaris nausithous, Phengaris teleius, Vertigo geyeri